# Estación de ferrocarril de Aktobé
La Estación de Aktobe (en kazajo: Ақтөбе теміржол вокзалы, en ruso: Актобе Станция) es la principal estación de ferrocarril de Aktobe, Kazajistán. La estación fue inaugurada en 1975 durante la época soviética y es una de las más importantes de la zona occidental del país.

## Historia
La construcción del edificio actual de la estación de Aktobe (entonces Aktyubinsk) comenzó en 1973, cuando el primer secretario del comité regional de Aktobe, Vasily Liventsov, logró obtener permiso para construir un nuevo edificio. En 1975, se encargó la construcción de la nueva estación y se equipó el área adyacente.
En la 27.ª sesión extraordinaria del maslikhat regional de Aktobe en octubre de 2014, se hicieron cambios al plan general de Aktobe, adoptado en 2006. La estación pasó a formar parte del distrito Moscú de Aktobe.